# Gymnobucco peli
El barbudo de pinceles (Gymnobucco peli) es una especie de ave piciforme de la familia Lybiidae, propia de la selva tropical africana.
Se encuentra en Angola, Camerún, República del Congo, República Democrática del Congo, Costa de Marfil, Guinea Ecuatorial, Gabón, Ghana, Liberia, Nigeria, Sierra Leona y Togo.